# Góra Zelce
Góra Zelce, zwana również Górą Zelcową – wys. 228 m n.p.m., wapienny ostaniec na Wyżynie Wieluńskiej, wznoszący się 53 metry nad przepływającą w pobliżu Wartę.

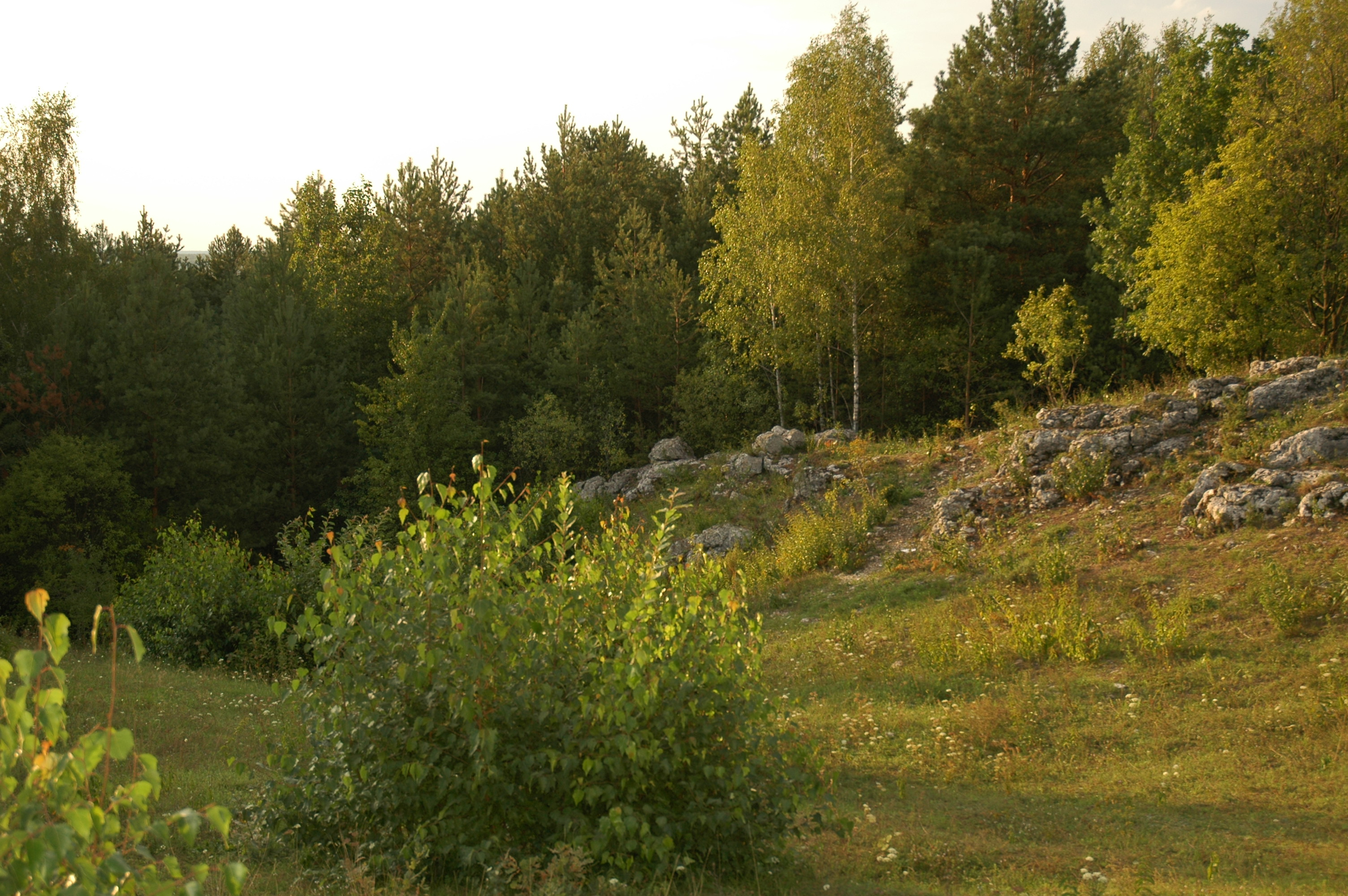
Widok z góry Zelce w kierunku Warty

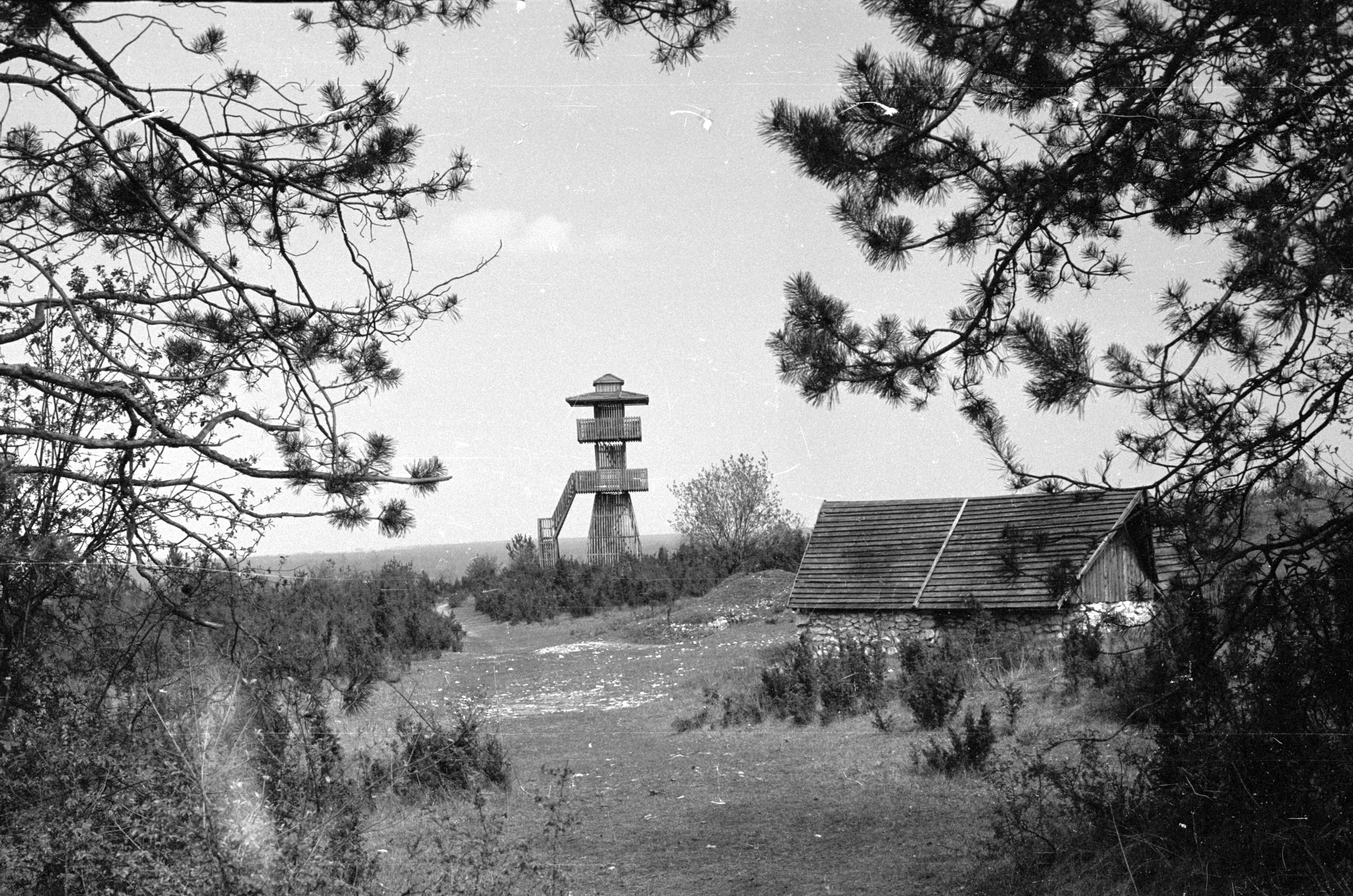
Widok na wierzchołek góry Zelce w roku 1990

Występują tu liczne formy krasowe – jaskinie (w tym: Jaskinia Niespodzianka, Zanokcica, Stalagmitowa, Za Kratą, Dwuwylotowa, Draba, Mała, Profesora Samsonowicza), leje i szczeliny. Wzgórze porastają murawy kserotermiczne i naskalne, w cienistych i wilgotnych szczelinach występuje wiele gatunków roślin wapieniolubnych.
Po II wojnie światowej Góra Zelce należała do prywatnych właścicieli, prowadzących intensywną eksploatację wapienia i kalcytu, w wyniku czego bogate szaty naciekowe jaskiń uległy zniszczeniu. Obecnie obszar ten jest chroniony – w 1971 utworzono tu rezerwat przyrody Węże, włączony później do Załęczańskiego Parku Krajobrazowego.
Do roku 2002 znajdowała się tu drewniana wieża widokowa.